# Pinanga patula
Pinanga patula är en enhjärtbladig växtart som beskrevs av Carl Ludwig von Blume. Pinanga patula ingår i släktet Pinanga och familjen Arecaceae.
Artens utbredningsområde är Sumatera. Inga underarter finns listade i Catalogue of Life.

## Bildgalleri

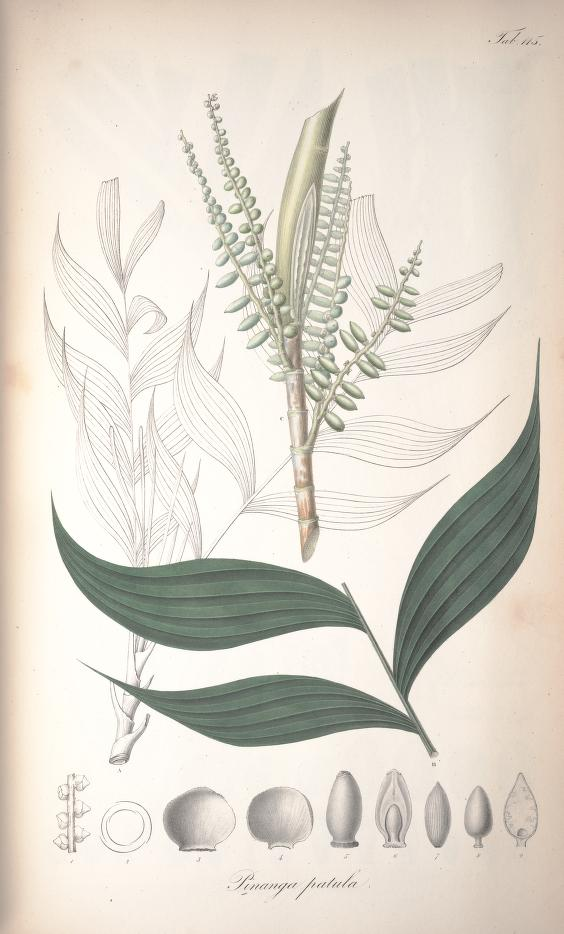